# Blutiger Sonntag
Blutiger Sonntag (Diumenge sagnant) és el nom que va rebre l'enfrontament entre nacionalistes alsacians i elements profrancesos el 22 d'agost de 1926 a Colmar (Alt Rin). Aquell dia autonomistes i comunistes s'enfrontaren davant la prefectura de Colmar, on s'havien aplegat per protestar per l'ordre de detenció d'autonomistes com Karl Roos i Eugène Ricklin, a 25 feixistes i Camelots du Roi, que atacaren Eugène Ricklin i l'invàlid de guerra Zadock. Uns 150 heimatrechtler (milícies nacionalistes), dirigits per Joseph Rossé i l'abat Fashauer van respondre i un d'ells (J. Wurch) fou ferit. I la policia, que va deixar fer, va detenir els agredits. Acusaren al prefecte Henri Gassern d'instigar els fets. La premsa nacionalista francesa ho va qualificar ‘"una bona jornada per a França". Alguns autonomistes foren condemnats a alguns dies de presó.